# Museum Arlergut

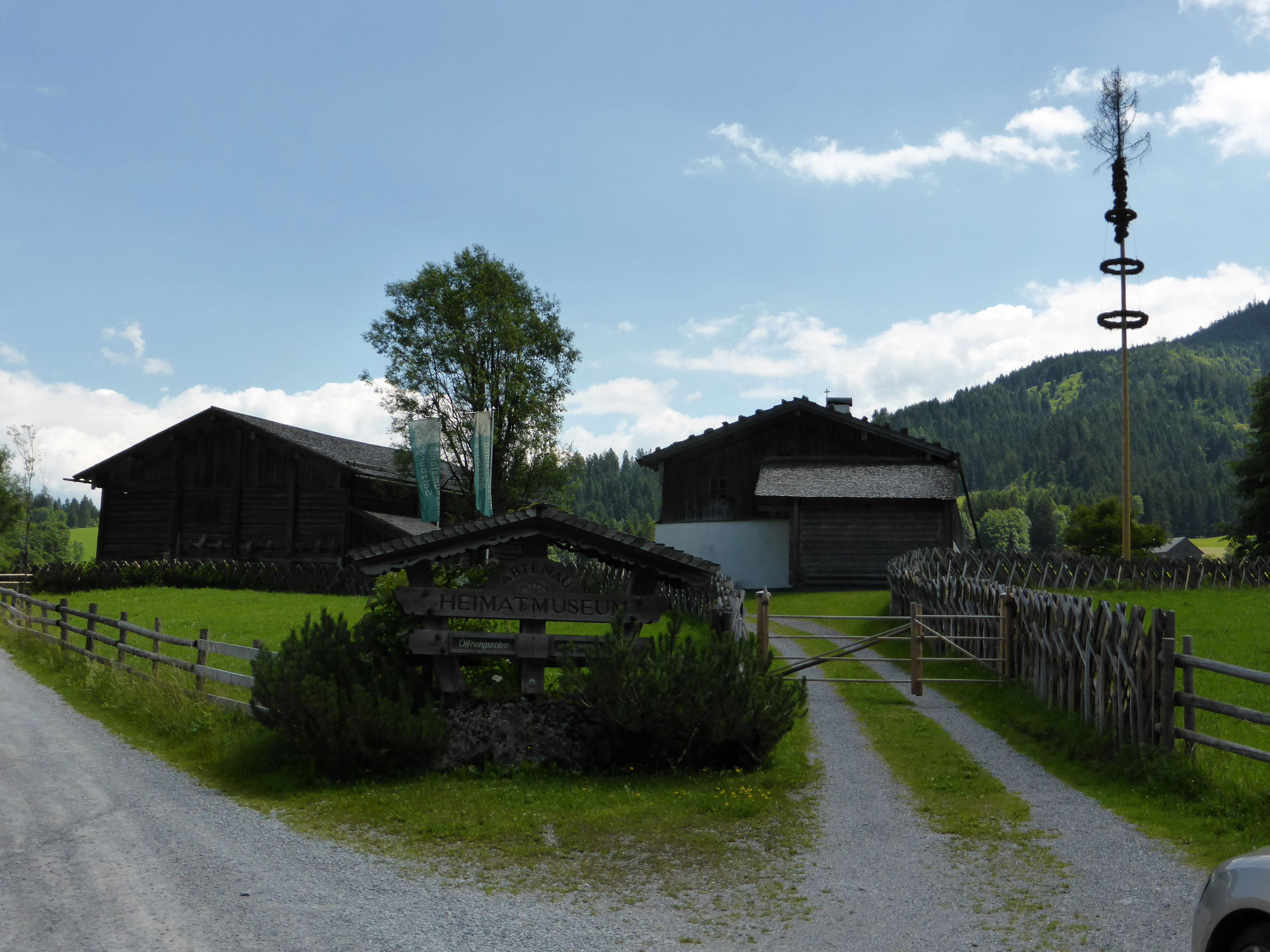
Gesamtanlage Museum Arlergut

Das Museum Arlergut ist ein Heimatmuseum in der Gemeinde Abtenau im Bezirk Hallein von Salzburg (Au 9).
Die erste urkundliche Erwähnung des Arlergutes erfolgte im Jahr 1325. Der Hof war bis 1980 bewirtschaftet. 1982 wurde das Museum gegründet. Es gibt Einblick in die kargen Lebensbedingungen am Hof eines Lammertaler Bauern in vorindustrieller Zeit. 
Das Museum umfasst einen typischen Tennengauer Bauernhof mit Wohnhaus, Wirtschaftsgebäude (Stall), Troadkasten, Wurzgarten und Bienenhaus. Für das Museum trug man das gesamte Inventar zusammen, das für einen Bauernhof der Gegend nötig war. In den Nebengebäuden finden Sonderschauen statt: z. B. die ornithologische Sammlung des Erzstiftes St. Peter in Salzburg und die Sammlung der Gerätschaften der Freiwilligen Feuerwehr aus ihrer Gründungszeit. Eine weitere Schau ist der Imkerei gewidmet. 
Das Wohngebäude aus der Mitte des 19. Jahrhunderts besteht im Sockelgeschoß aus gemauerten Flusssteinen, das erste Obergeschoß ist aus Holz gezimmert (Blockbauweise). Ein gemauerter Kellerraum in der Rauchkuchl dient dem Aufbewahren von Speisen und Getränken. Die Stube wird mit einem Kachelofen beheizt. Eine kleine Öffnung in der Stubendecke dient der Erwärmung der Schlafkammer, die sich über der Stube befindet. 
Das Stallgebäude ist mit dem Bauernhaus baulich nicht verbunden, damit im Brandfall zumindest eines der beiden Gebäude erhalten bleibt. Hier befindet sich ein Tiefstadel zur Lagerung der Heuvorräte und eine Tenne, in der bäuerliche Arbeitsgeräte gezeigt werden. Im Troadkasten (Getreidekasten), wo die Getreideernte und -saat für das kommende Jahr gelagert waren, ist das Imkermuseum untergebracht. In der Nähe des Dachserbaches stehen die mit einem Venezianer-Gatter ausgestattete Säge sowie eine Hausmühle, beide sind funktionstüchtig.
Während der Sommerzeit wird einmal pro Woche ein Schausägen veranstaltet. 
Auskunft über das Museum erhält man im daneben liegenden Gasthaus Aumühle.

## Bilder

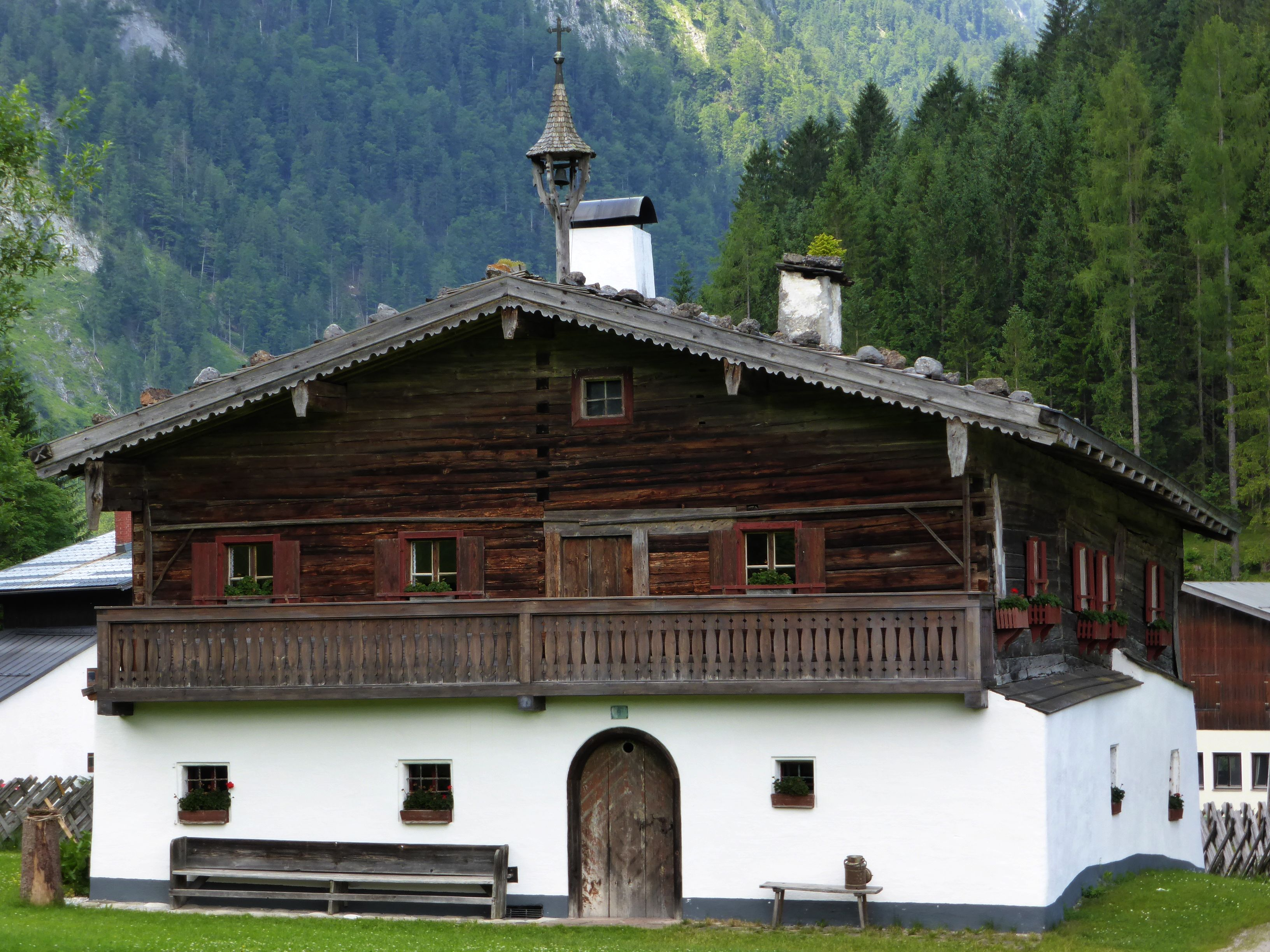
Wohnhaus Arlerhof
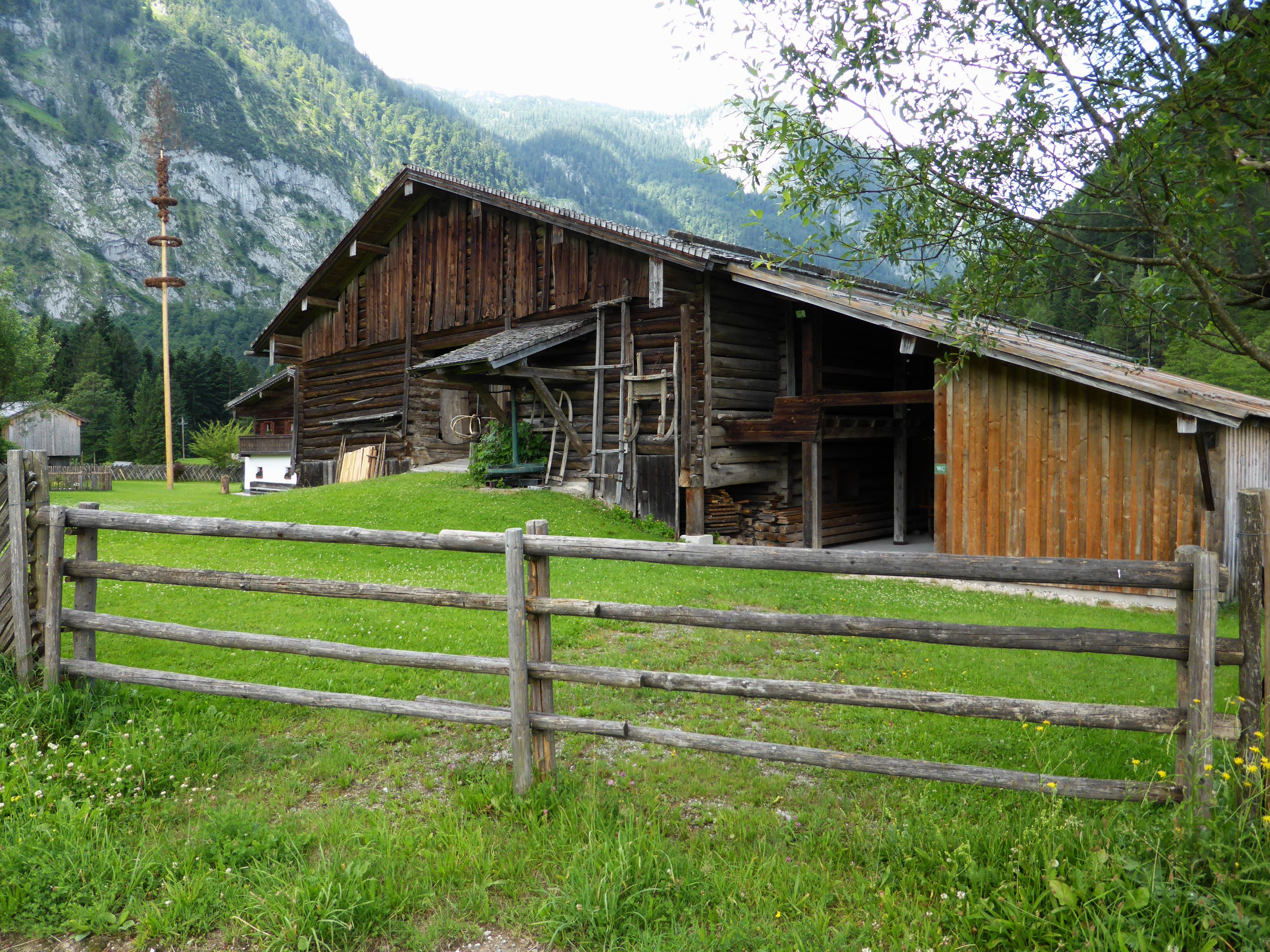
Wirtschaftsgebäude Arlerhof
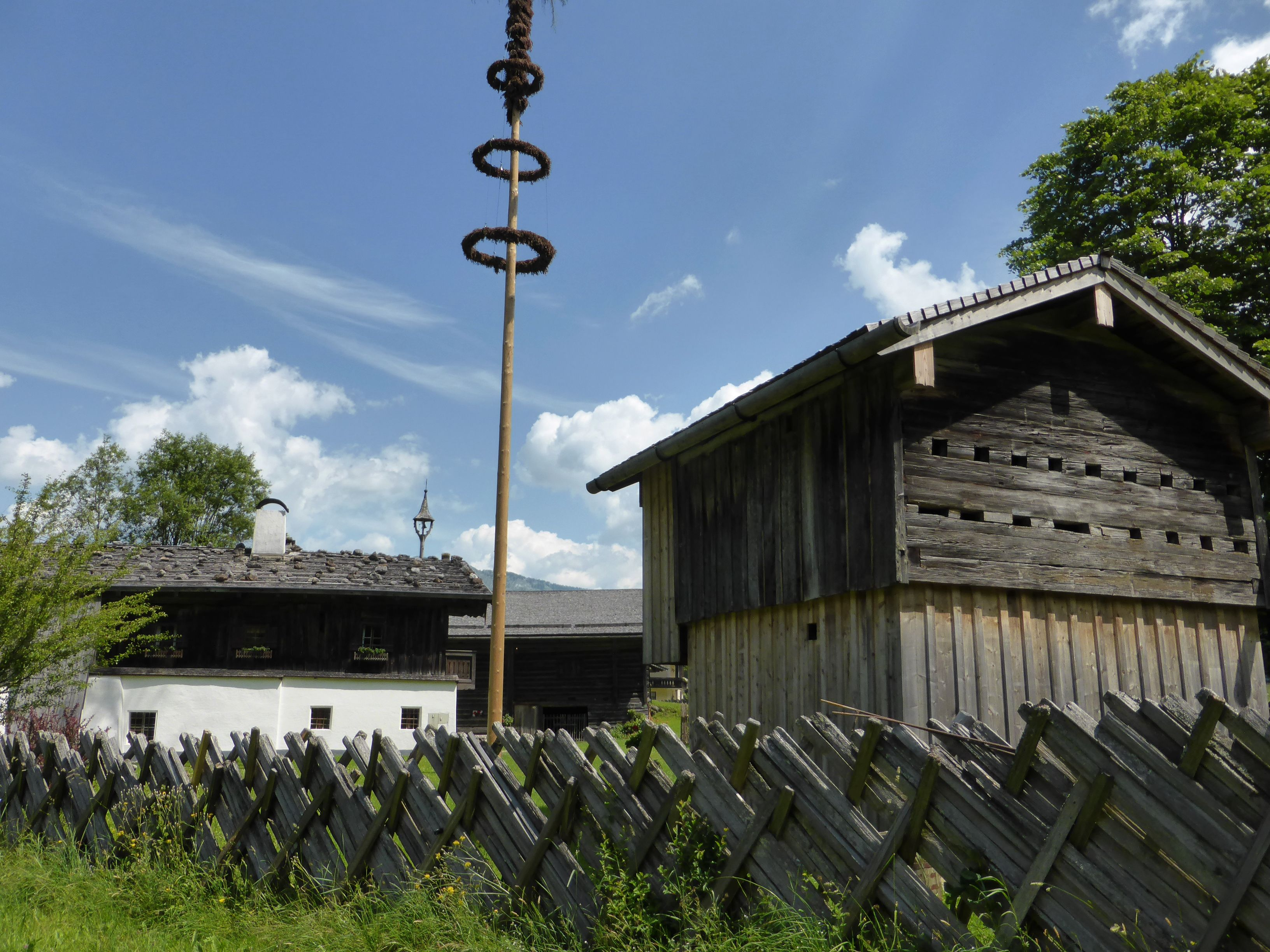
Troadkasten
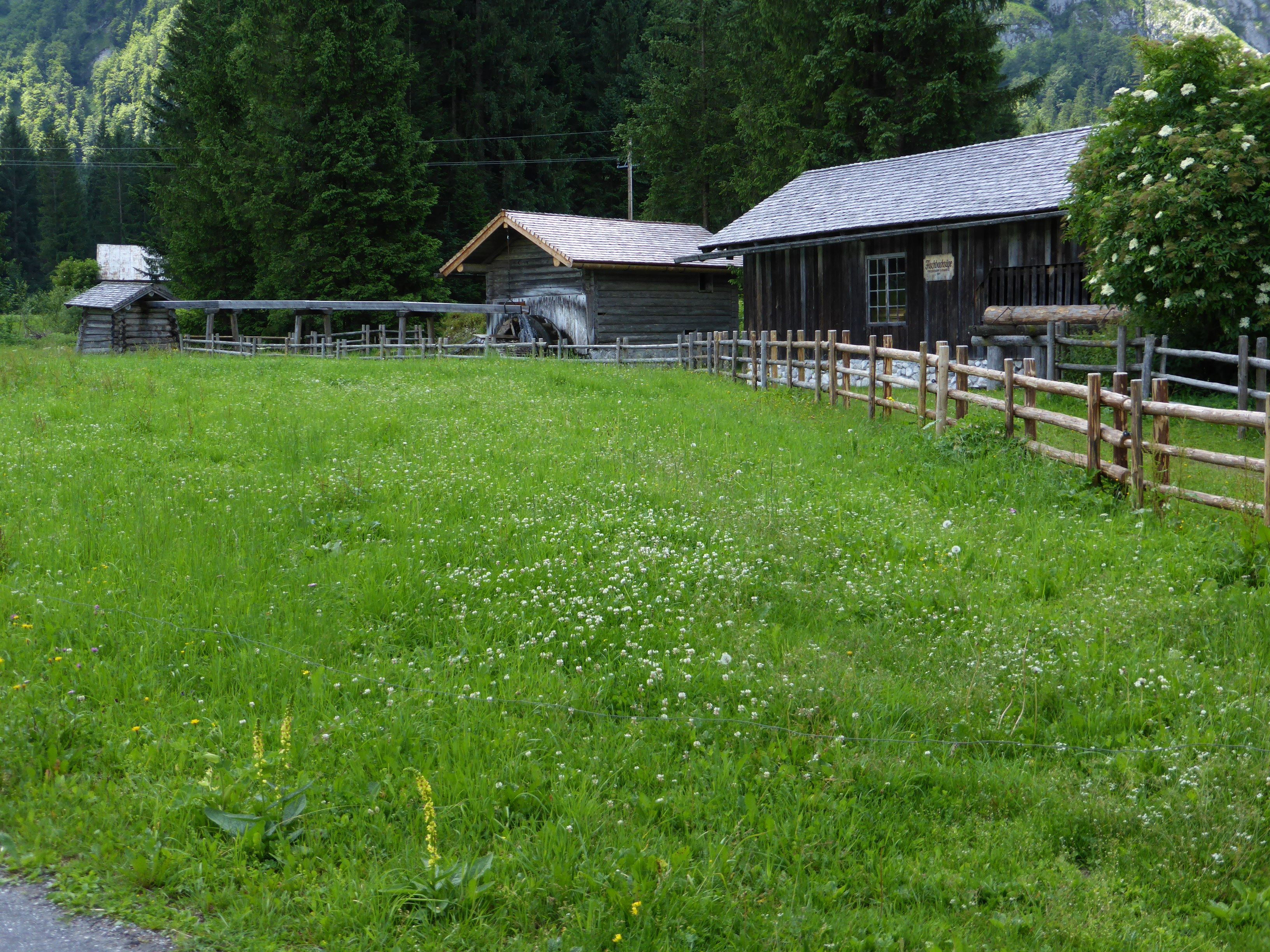
Mühle und Sägewerk
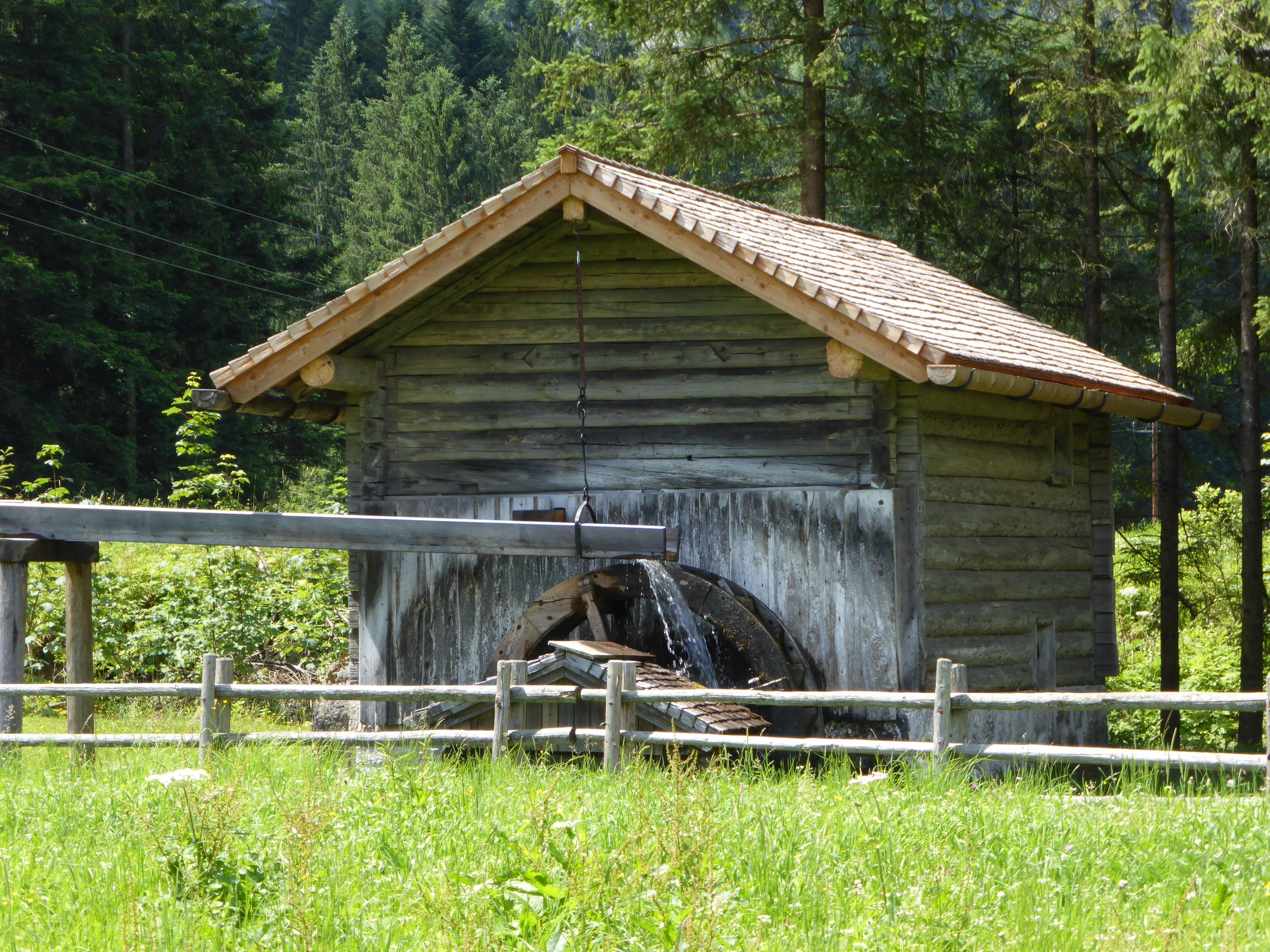
Mühle
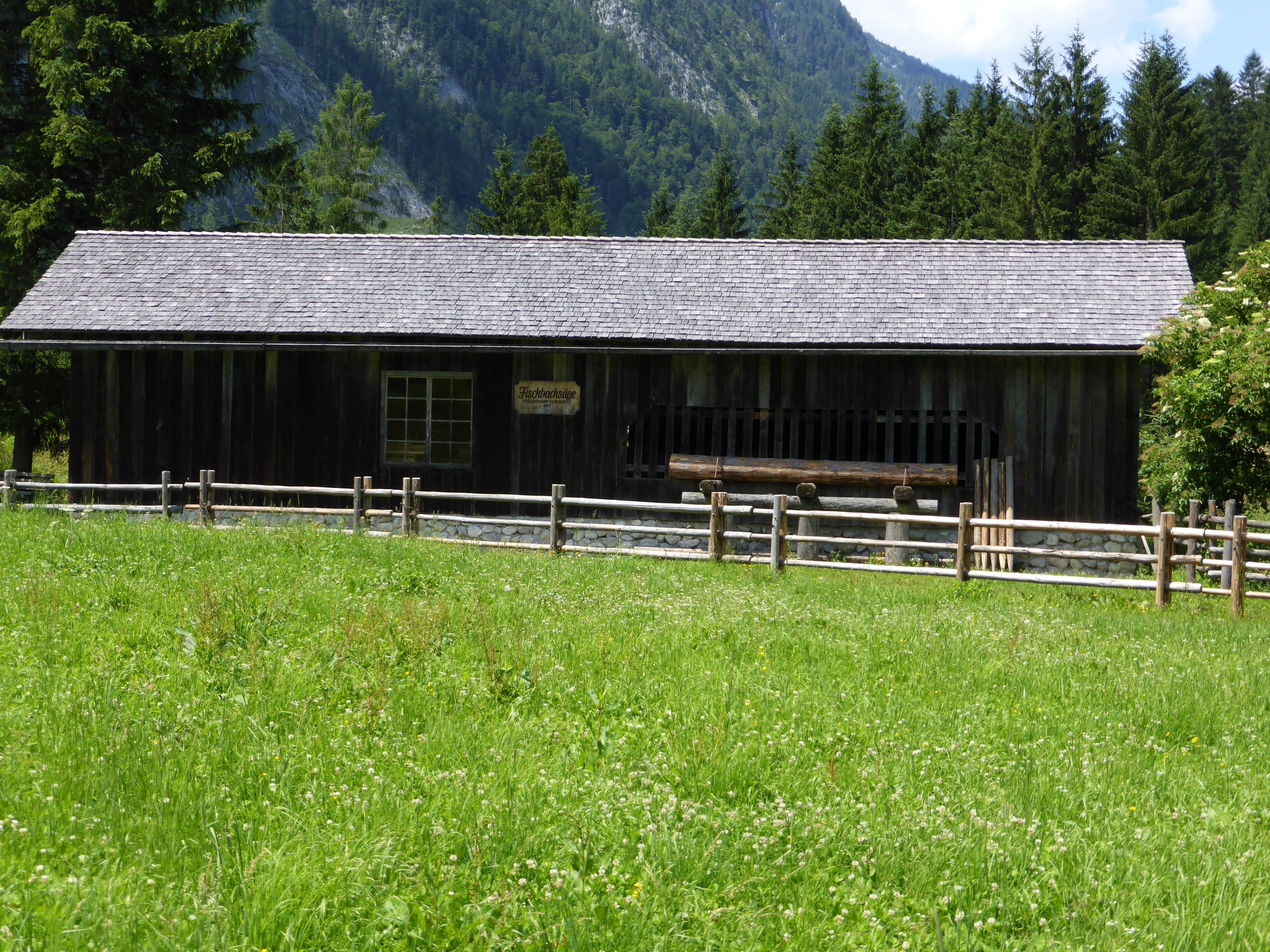
Fischbachsäge
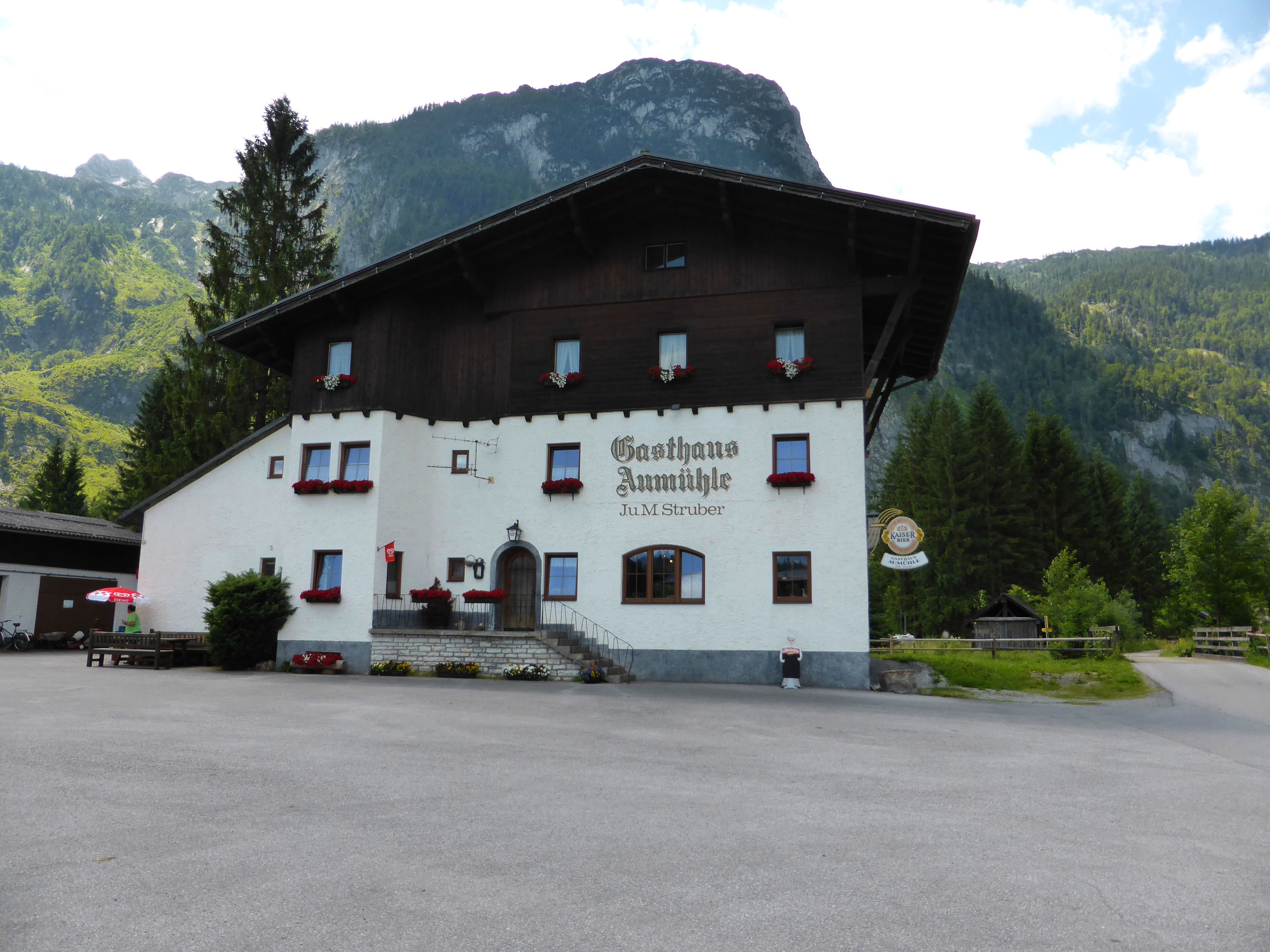
Gasthaus Aumühle